# Bernhard Haider
Bernhard Haider (* 10. September 1958) ist ein ehemaliger deutscher Eishockeytorwart, der unter anderem beim EV Landshut in der Bundesliga aktiv war.

## Karriere
Bernhard Haider wurde im Nachwuchs des EV Landshut ausgebildet, mit dem er im Jahr 1971 die erstmals ausgetragene Deutsche Schülermeisterschaft gewann. In der Saison 1976/77 bestritt er seine ersten beiden Spiele für die Profimannschaft. Bis 1980 gehörte er zum Kader des Bundesliga-Teams.
Anschließend wechselte Haider zum ECD Iserlohn in die 2. Bundesliga. Dort bildete er zunächst ein Torhüter-Gespann mit Klaus Twelker. Da beide allerdings nicht überzeugen konnten, wurde Čestmír Fous nachverpflichtet und Haider kam in der gesamten Saison nur auf vier Einsätze. Er wechselte daraufhin zum ERC Ingolstadt in die Oberliga. Drei Jahre später kam er zum TSV 1862 Erding in die fünftklassige Bayernliga, mit dem ihm in der Saison 1984/85 der Aufstieg in die Regionalliga gelang. Zwei Jahre später beendete er seine Karriere.

## Erfolge und Auszeichnungen
- 1971 Deutscher Schülermeister mit dem EV Landshut
- 1985 Aufstieg in die Regionalliga mit dem TSV 1862 Erding